# Greg Kiltie
Greg Kiltie (* 18. Januar 1997 in Irvine) ist ein schottischer Fußballspieler, der beim FC Kilmarnock unter Vertrag steht.

## Karriere

### Verein
Greg Kiltie spielte ab 2012 ein Jahr in der U-17 und U-20-Mannschaft des FC Kilmarnock. Am 18. Mai 2013 gab Kiltie im Alter von 16 Jahren sein Profidebüt bei den Killies in der Scottish Premier League 2012/13, als er gegen den FC St. Mirren für Borja Pérez eingewechselt wurde. Von Oktober 2014 bis Januar 2015 war Kiltie an Queen of the South verliehen. Für den schottischen Zweitligisten absolvierte er drei Spiele in der Liga. Danach folgten Leihstationen bei Greenock Morton und Dunfermline Athletic. Im Jahr 2021 wechselte Kilite zum FC St. Mirren. 2025 kehrte Kiltie zurück nach Kilmarnock.

### Nationalmannschaft
Greg Kiltie spielte im Jahr 2012 zweimal in der schottischen U-15. Im selben Jahr absolvierte er sechs Länderspiele in der U-16, in denen ihm ein Tor gegen Nordirland gelang. Ab 2013 spielte Kiltie in der U-17. In seinem dritten Spiel für diese Auswahlmannschaft im September 2013 erzielte er gegen Ungarn zwei Tore. Zwischen 2015 und 2016 war er in der U-19 aktiv und konnte in neun Spielen fünf Tore erzielen.